# Yoichi Erikawa
Yoichi Erikawa, también conocido por el seudónimo Kou Shibusawa, es el cofundador de la empresa de videojuegos Koei, junto con su esposa Keiko Erikawa, quien actualmente preside la compañía. 
Empezó a desarrollar videojuegos como pasatiempo, hasta cuando publicó el videojuego Nobunaga's Ambition, que vendió millones de copias en Japón. Fue entonces cuando Koei pasó de ser una empresa comerciante al por mayor de químicos a un estudio de desarrollo y publicación de videojuegos. Fue presidente de la compañía hasta febrero de 2025, precediendo del cargo a Hisashi Koinuma. Actualmente, ejerce el cargo de director representativo.
- Datos: Q9097127